# Metopium brownei
Metopium brownei là một loài thực vật có hoa trong họ Đào lộn hột. Loài này được (Jacq.) Urb. mô tả khoa học đầu tiên năm 1908.